# Sa'umu
Sa'umu (fl. XXV secolo a.C.) è stato il quarto re della seconda dinastia della città di Mari, importante snodo commerciale fra la Mesopotamia e l'Asia minore..
Sa'umu regnò circa dal 2416 a.C. al 2400 a.C. circa. Alcuni studiosi, come Joseph Martin Pagan, interpretarono il nome del re come derivato dalla radice "ś-y-m", affine alla parola accadica "šâmu-m", che significa "comprare".
In una lettera scritta dal successivo re mariota Enna-Dagan, si cita il re Saʿumu come l'artefice di una vasta campagna militare contro il regno di Ebla. Le campagne del re, riportate nella lettera, erano concentrate nella media valle dell'Eufrate ad est di Emar, dove sconfisse le città di Tibalat e Ilwani, lasciando rovine fino nell'area montuosa di Angai. Saʿumu proseguì la guerra, negli anni successivi, sconfiggendo le città di Ra'aq, Nirum, Ashaldu e Baul, lasciando rovine anche ai confini della regione di Nakhal.